# Walther LG400
 (octobre 2017).
Si vous disposez d'ouvrages ou d'articles de référence ou si vous connaissez des sites web de qualité traitant du thème abordé ici, merci de compléter l'article en donnant les références utiles à sa vérifiabilité et en les liant à la section « Notes et références ».

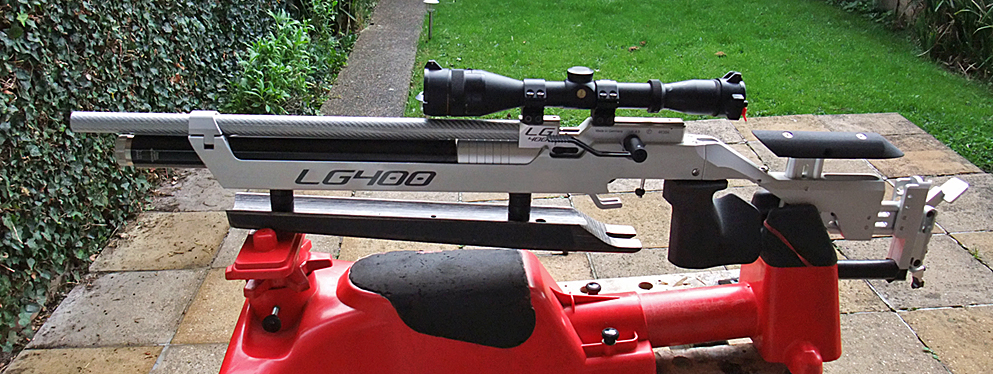
Un Walther LG400-HFT2.

Le Walther LG400 est un fusil à air comprimé de la marque Walther. Il est sorti en 2010 pour remplacer le modèle LG300 et a été conçu principalement pour la compétition de tir sportif.
Son poids est d’environ 4,5 kg, son canon est rayé, de calibre 4,5 mm, d'une longueur de 420 mm et est composé de fibre carbone. C’est un fusil mono-coup à verrou qui déploie une puissance maximum de 7,5 joules, le verrou peut être configuré pour un tireur droitier ou gaucher. La gâchette est actionnée par une pression de 50-120 g.
La longueur maximale de l'arme est de 1 075-1 100 mm en fonction du réglage de la crosse.